# 千田潤一
千田 潤一（ちだ じゅんいち、1948年 - ）は、英語トレーニングスクール 株式会社アイ・シー・シー (ICC:International Communications Consultant) 代表取締役、英語教育者。TOEIC受験参考書を数々執筆。TOEICに関する講演も数多くこなしている。

## 経歴
- 1948年 - 岩手県生まれ。
- 1967年 - 青森県立八戸北高等学校卒業。
- 1971年 - 福島大学経済学部卒業。
- 1990年 - 株式会社アイ・シー・シー (ICC) を設立。
- 2021年12月31日 - ICC を解散。2022年1月1日からは、個人事業主として活動。

## 資格
- ほとんど海外生活経験がないのにもかかわらずTOEICスコア 955
- 英語検定1級、国連英検特A級、ビジネス英検A級、通訳技能検定試験2級の資格を取得。

## 著書
- 『TOEICテスト実践パック』シリーズ、『TOEICテストトレーニングブック』シリーズ（増進会出版）
- 『英会話ぜったい音読』シリーズ（講談社インターナショナル）『TOEICテストスコアアップ体験記』（The Japan Times）
- 『TOEICテストで英語をものにする本』（洋販出版）など